# Mèmed le Mince
Mèmed le Mince (titre original : İnce Memed) est le premier roman de la tétralogie des Mèmed de l'écrivain turc Yaşar Kemal. L'œuvre est d'abord publiée en feuilleton dans le journal Cumhuriyet de 1953 à 1954, puis éditée sous forme de livre en 1955.
Premier roman de l'auteur, Mèmed le Mince reçoit l'année suivante le prix du meilleur roman de la revue littéraire turque Varlık.